# Яхонт

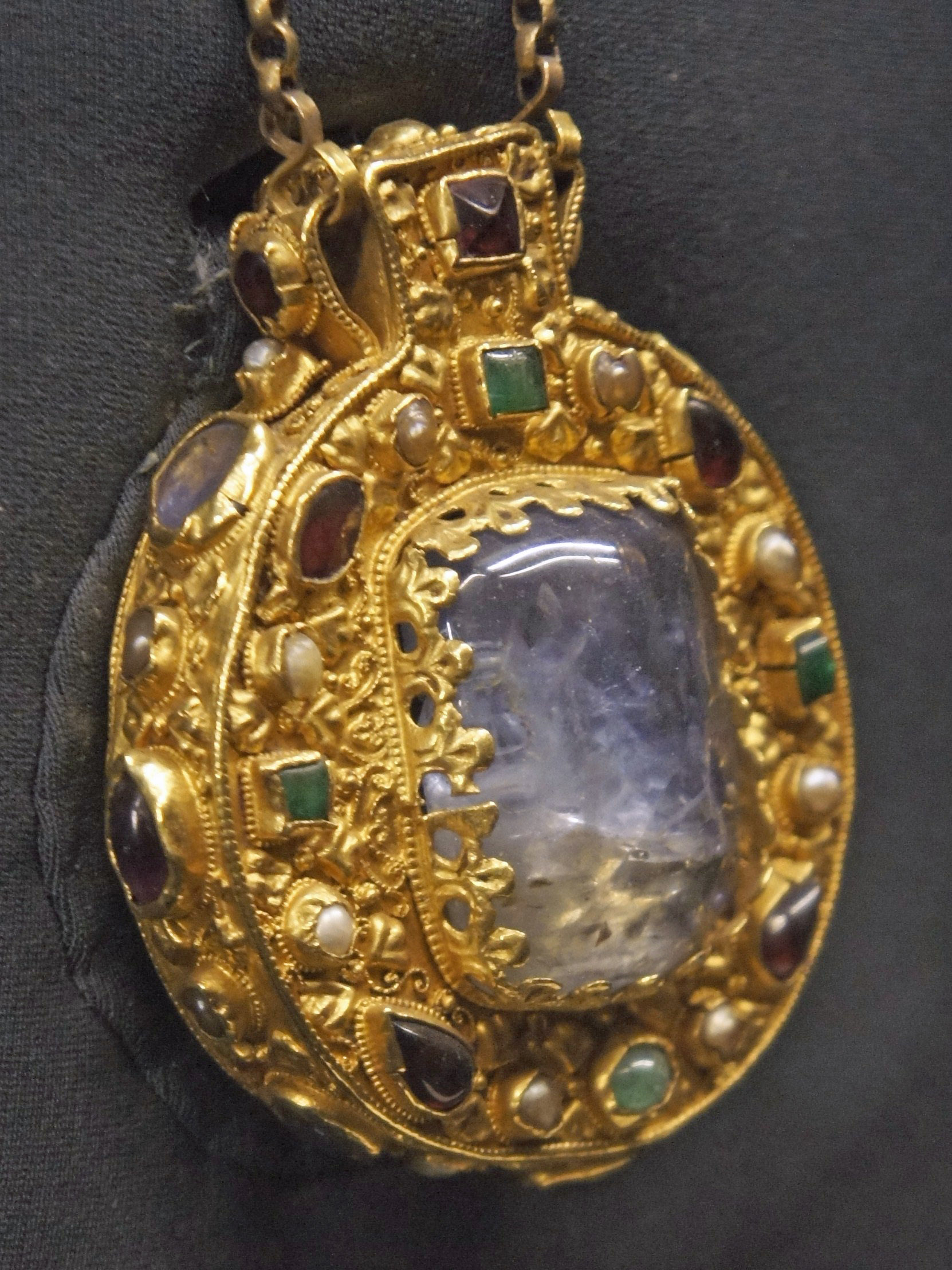
Яхонт лазоревый в центре
талисмана Карла Великого
(IX век)

Я́хонт — одно из устаревших названий красного и синего ювелирных минералов корундов. Соответственно, красным яхонтом или лалом называли рубин, а «яхонтом лазоревым» или синим — сапфир. Кроме того вишневым яхонтом иногда называли аметист, а жёлтым — гиацинт. В Средние века в число яхонтов очень часто попадали также красные и синие шпинели, минеральная природа и формула которых не была исследована вплоть до XIX века.

## Культурное влияние
Начиная с XIX века слово яхонт употреблялось в художественной литературе исторического или историко-бытового характера, главным образом, как архаическое или устаревшее, в качестве знака старой эпохи. Однако даже в современном разговорном языке остались устойчивые выражения, такие как «яхонтовый мой», в отношении драгоценной вещи или любимого человека (ср. у Н. С. Лескова «золотой ты мой, изумрудный, яхонтовый»
Иван Гончаров так использует слово «яхонт» в значении его синего цвета: «Это не слегка сверху окрашенная вода, а густая яхонтовая масса, одинаково синяя на солнце и в тени». (Фрегат «Паллада»).